# الخليل (عفرين)
خليل  قرية سوريّة تتبع إداريّاً لمحافظة حلب منطقة عفرين ناحية مركز بلبل، بلغ تعداد سكانها 423 نسمة حسب التعداد السكاني لعام 2004.